# Яковлев, Вадим Сергеевич (государственный деятель)
Вадим Сергеевич Яковлев (1924, Бологое, Новгородская губерния — 1997, Рыбинск, Ярославская область) — советский партийный, хозяйственный и государственный деятель. Председатель Рыбинского исполкома городского Совета депутатов-трудящихся (1963—1965). Первый секретарь Рыбинского городского комитета КПСС (1965—1975). Почётный гражданин города Рыбинска.

## Биография
Родился в 1924 году на железнодорожной станции Бологое Тверской губернии в семье врачей. 
С 1932 года семья В. С. Яковлева переехала в город Рыбинск Ярославской области. С 1941 года, в семнадцать лет начал свою трудовую деятельность в должности штурмана портовых судов на Рыбинском речном порту. 
С 1942 года призван в ряды Красной армии и направлен в действующую армию, участник Великой Отечественной войны в составе  541-го Полевого армейского артиллерийского склада 2-й Ударной армии. Воевал на Ленинградском фронте и 2-м Белорусском фронте, был участником обороны города Ленинграда, участвовал в освобождении Прибалтики и города Кенигсберга. За участие в войне был награждён 
Орденом Отечественной войны 2-й степени и Медалью «За боевые заслуги».
С 1945 по 1948 годы обучался в Рыбинском речном училище, которое окончил с отличием. С 1949 по 1954 годы обучался в Ленинградском политехническом институте имени М. И. Калинина. С 1956 по 1960 годы работал инженером, начальником электрического цеха, главным энергетиком и секретарём партийного комитета  Рыбинского завода полиграфических машин.  
С 1960 года работал на партийно-хозяйственной работе: с 1960 по 1963 годы В. С. Яковлев работал вторым секретарём Рыбинского городского комитета КПСС. С 1963 по 1965 годы работал председателем Рыбинского исполнительного комитета городского Совета депутатов-трудящихся. 
С 1965 по 1975 годах В. С. Яковлев избирался — первым  секретарём Рыбинского городского комитета КПСС, являясь первым человеком в партийно-государственной иерархии города Рыбинска. В. С. Яковлев возглавил группу членов бюро Ярославского обкома КПСС и был одним из тех кто в 1974 году состоял в открытой оппозиции и выступал с резкой критикой к первому секретарю Ярославского обкома КПСС Ф. И. Лощенков обвиняя того в нарушении принципов коллегиальности в руководстве. 
С 1975 по 1992 годы В. С. Яковлев работал директором Ярославского конструкторского бюро «Алгоритм».
После выхода на заслуженный отдых в 1992 году жил в Рыбинске.
Скончался в 1997 году в Рыбинске, Ярославской области, похоронен на центральной аллее Южного кладбища.

## Награды
- Орден Ленина
- Орден Отечественной войны II степени (06.04.1985[2])
- Орден Знак Почёта
- Медаль «За боевые заслуги» (28.03.1945[3])

### Звание
- Почётный гражданин города Рыбинска[5]

## Память
- В 2019 году в Рыбинске прошёл Всероссийский турнир по самбо памяти В. С. Яковлева[6]